# Józefów Ochelski
Józefów Ochelski – część wsi Ochla w Polsce, położona w województwie wielkopolskim, w powiecie gostyńskim, w gminie Pogorzela.
W latach 1975–1998 Józefów Ochelski administracyjnie należał do województwa leszczyńskiego.